# Unnenberg (Berg)
Der Unnenberg ist ein 505,7 m ü. NHN hoher Berg im Bergischen Land. Er liegt beim Marienheider Ortsteil Dannenberg im nordrhein-westfälischen Oberbergischen Kreis. Auf dem Berg steht insbesondere der Aussichtsturm Unnenbergturm.

## Geographie

### Lage
Der Unnenberg erhebt sich im Nordosten des Naturparks Bergisches Land auf der Grenze von Marienheide, zu dem die Gipfelregion gehört und dessen Kernort knapp 6 km nordwestlich liegt, zu Gummersbach, dessen Kernstadt sich rund 5 km (jeweils Luftlinie) südwestlich befindet. An der Südostflanke des Bergs liegen die zu Gummersbach zählenden Dörfer Unnenberg und unterhalb davon das an der Aggertalsperre gelegene Lantenbach. Südwestlich der zuletzt genannten Ortschaft befindet sich der Gummersbacher Ortsteil Frömmersbach. Etwas nordwestlich liegt das zu Marienheide gehörende Dorf Dannenberg. Östlich bis nordöstlich des Bergs erstreckt sich die von der Genkel durchflossene Genkeltalsperre. Im nördlich des Berges gelegenen Übergangsbereich zur Hardt (458,3 m) entspringt der überwiegend südsüdostwärts strebende Agger-Zufluss Seßmarbach.

### Naturräumliche Zuordnung und Landschaftsschutz
Der Unnenberg gehört in der naturräumlichen Haupteinheitengruppe Süderbergland (Nr. 33), in der Haupteinheit Oberagger- und Wiehlbergland (339) des Bergisch-Sauerländischen Gebirges und in der Untereinheit Oberaggerbergland (339.0) zum Naturraum Bergneustädter Bergland (339.01).
Auf dem Unnenberg befinden sich Teile des Landschaftsschutzgebiets Marienheide-Lieberhausen (CDDA-Nr. 322897; 1986 ausgewiesen; 55,37 km² groß).

## Türme

### Unnenbergturm

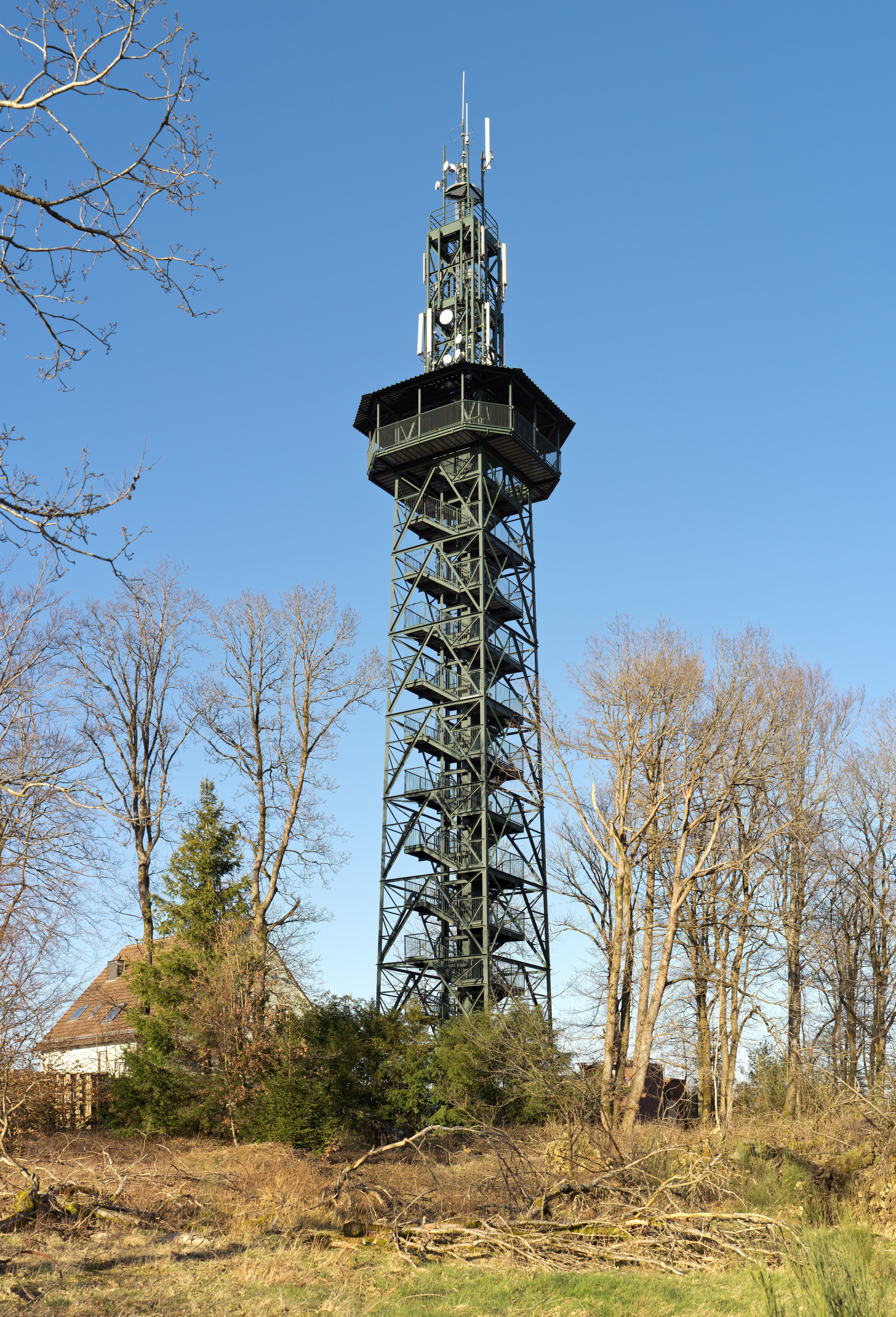
Unnenbergturm auf dem Unnenberg

Auf dem Unnenberg steht der Aussichts- und Mobilfunkturm Unnenbergturm, der am 20. Juli 2001 etwa sieben Monate nach Baubeginn eingeweiht wurde. Er wurde aus Stahlfachwerk mit Stahlbetonfundament errichtet und ist Ersatz für einen Aussichtsturm, der im Jahr 1934 aus einem ausrangierten Hochspannungsmast entstand. Der Turm ist rund 45 m hoch und hat auf etwa 31,8 m Höhe eine Aussichtsplattform (höchster öffentlich zugänglicher Punkt im Oberbergischen Kreis), zu der 171 Treppenstufen führen. Wenige Meter nördlich des Turms steht die Turmgaststätte Unnenberg, die seit Oktober 2009 geschlossen ist; jedoch ist der benachbarte Kiosk Unnenbergtreff an Wochenenden und an Feiertagen geöffnet. Der Aussichtsturm kann tagsüber täglich bestiegen werden. Bei geschlossenem Kiosk ist der Eintrittspreis in Höhe vom 1 Euro in eine Box neben der Eingangstür zu entrichten.
Der Ausblick reicht ins Siebengebirge und an Tagen mit besonders guter Fernsicht (Inversionswetterlage, Rückseitenwetter) von der Hohen Acht in der Hocheifel sowie dem Westerwald im Süden bis zu den Heizkraftwerken im Ruhrgebiet bei Dortmund im Norden und von den Spitzen des Kölner Doms und Kölner Fernsehturms Colonius im Westen bis zur Hunau (mit Fernmeldeturm Bödefeld) bei Schmallenberg im Hochsauerland im Osten. Ferner sind der Rhein-Weser-Turm auf dem Kamm des Rothaargebirges und das Bergische Land von Langenberg im Norden bis Windeck im Süden visuell zu lokalisieren.
Die Funkamateure vom Ortsverband Gummersbach des Deutschen Amateur-Radio-Clubs betreiben auf dem Aussichtsturm Amateurfunkrelais zusätzlich zu den von E-Plus errichteten Mobilfunknetz-Anlagen.

### Sendeturm
Etwa 80 m südwestlich des Unnenbergturms steht knapp über der 500-m-Höhenlinie ein Sendeturm.

## Verkehr und Wandern
Über den Unnenberg verläuft eine schmale Straße, die südlich der Ortschaft Dannenberg (im Nordnordwesten) von der Landesstraße 337 (Unnenberger Straße) abzweigt und nach Unnenberg (im Südsüdwesten) führt. Zum Beispiel an diesen Straßen beginnend kann der Berg auf Waldwegen und -pfaden erwandert werden. Über den Berg verläuft als 115 km langer Wanderweg der Lenne-Sieg-Weg.

## Panoramafotos

Blick vom Aussichtsturm auf dem Unnenberg über die Genkeltalsperre zum Ebbegebirge
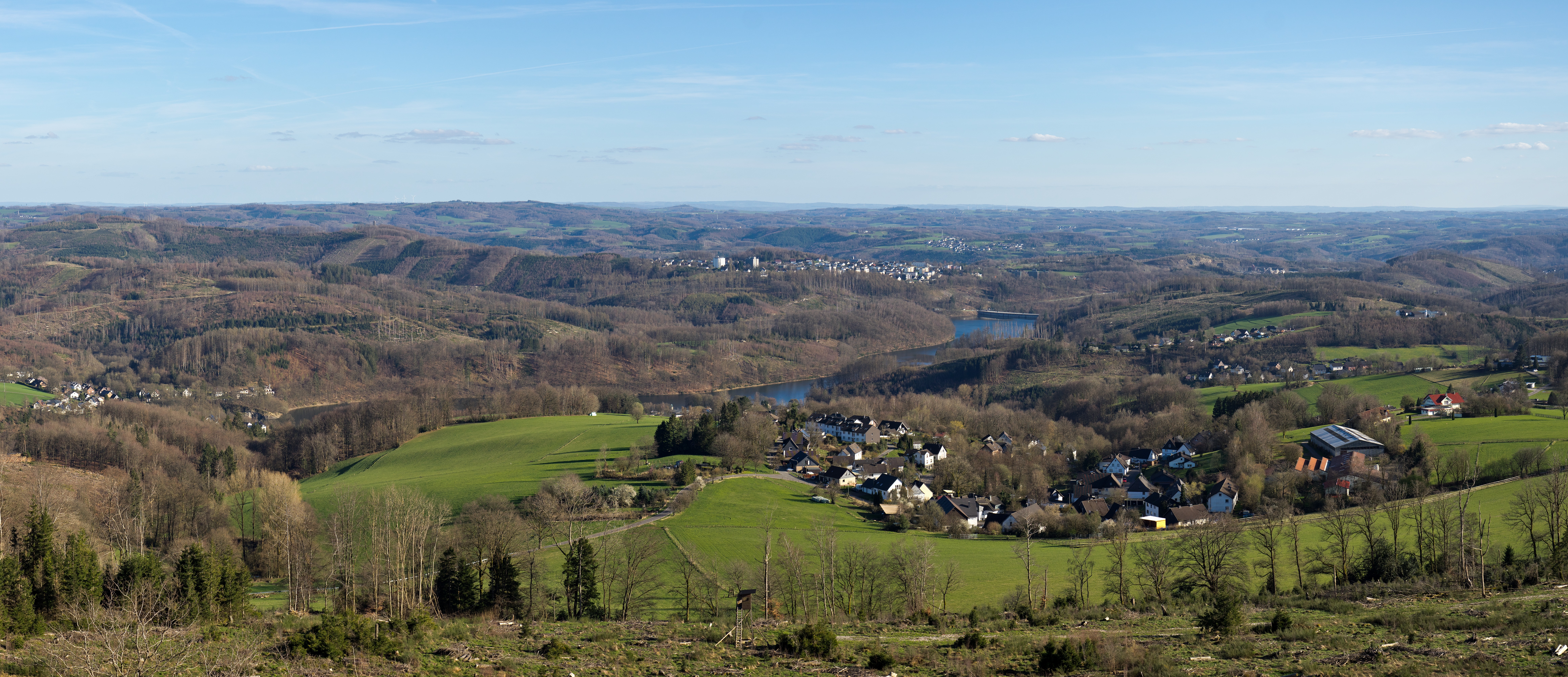
Blick vom Unnenbergturm nach Süden in Richtung Aggertalsperre und Bergneustadt